# Objetsexualité

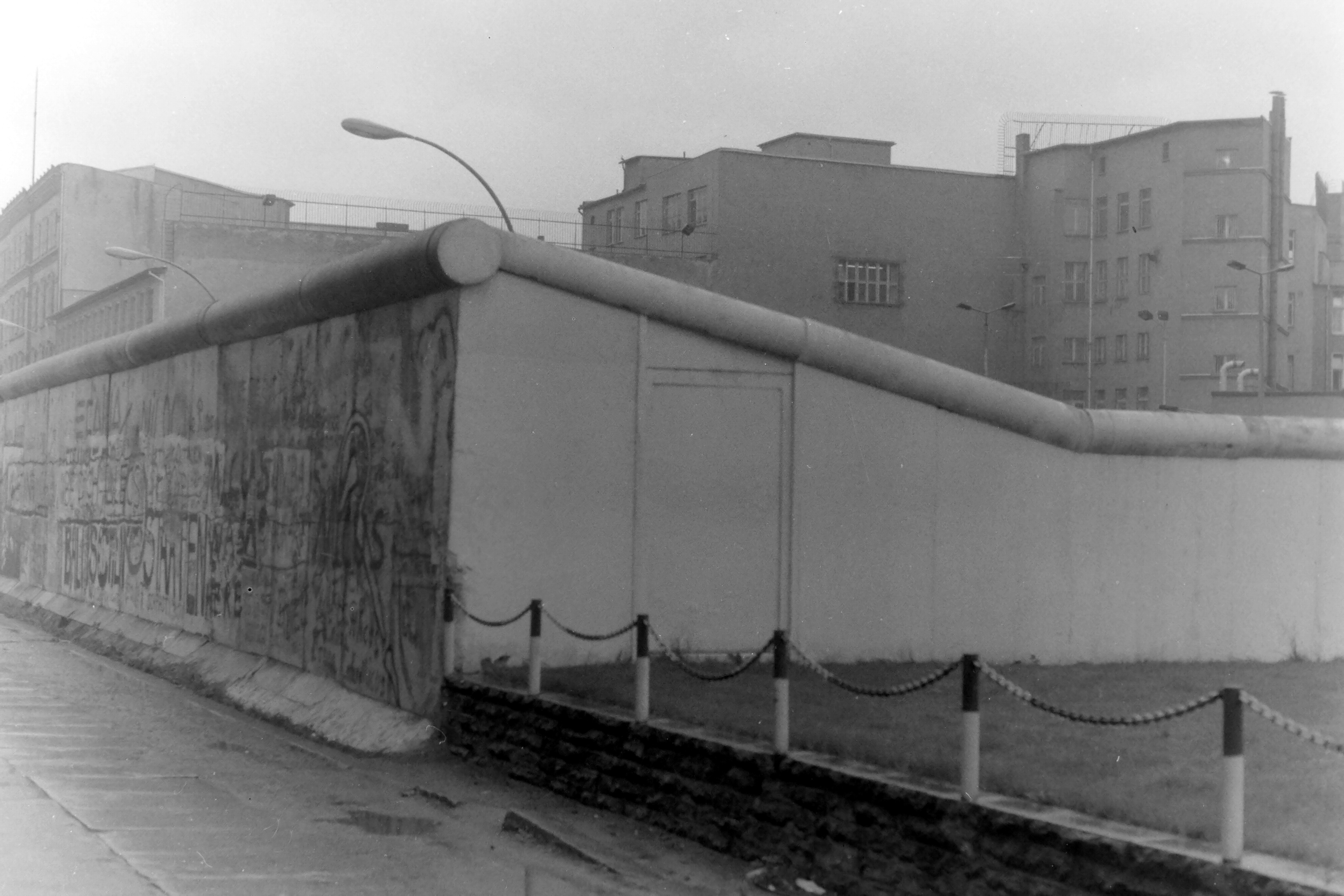
Le mur de Berlin a été l'objet de l'amour d'Eija-Riitta Eklöf (épouse Berlin-Mauer) pendant des décennies.

Ne doit pas être confondu avec Objet sexuel, Objectification sexuelle ou Fétichisme.
L'objectophilie ou objetsexualité est l'orientation sexuelle, émotionnelle ou sentimentale d'une personne vers un ou des objets inanimés (par exemple, un pont, une statue, un outil, un véhicule...), Selon James Hughes et Noam Sagiv (2019), ce trait comportemental est très fréquemment lié à deux traits neurodéveloppementaux distincts : l’autisme et la synesthésie.

## Description
Le terme, inventé par Eija-Riitta Eklöf, une des personnes concernées, est employé depuis 2002. Il désigne probablement une réalité bien antérieure,.
Ce penchant est assimilé à un désordre mental par la plupart des psychologues et les médias, parfois présenté comme statistiquement lié au syndrome d'Asperger ou aux traumatismes de l'enfance : ainsi une évaluation sur une vingtaine de personnes concernées en 2010 conclut qu'environ la moitié présente des troubles du spectre de l'autisme, ; et selon une étude présentée par Hughes et  Sagiv dans la revue Nature en 2019, il est aussi associé à la synesthésie « individus atteints de SG[Quoi ?] possèdent des taux significativement plus élevés d’autisme diagnostiqué et des traits autistiques significativement plus forts par rapport aux témoins, ainsi qu’une prévalence significativement plus élevée de synesthésie et des traits synesthésiques significatifs inhérents à la nature de leurs attractions (...) la SG pourrait englober l’autisme et la synesthésie dans sa phénoménologie »). 
Pour les psychologues et psychiatres, il entre dans la catégorie des paraphilies (« Désordres paraphiliques non spécifiés » du Manuel diagnostique et statistique des troubles mentaux - DSM-5). Des sociologues expliquent l'attachement à certains objets humanoïdes (poupées au Japon, etc.) par un mécanisme d'adaptation à une société en pénurie de maris ou d'épouses ; il pourrait être induit par la solitude ou par la peur de l'inconnu.
L'objectophilie est tenue pour un simple « goût érotique divergent » de ceux de la majorité par l'anthropologue et militante LGBT Gayle Rubin en 1984. La chercheuse en études de genre et sexualité Jennifer Terry estime aussi en 2010 qu'il faut tout aussi peu pathologiser cette sexualité inhabituelle que d'autres. Selon elle, les réactions à l'objetsexualité relèvent de la « répression conservatrice », car elle dérange « les ordres dominants du sexe ». D'autres sexologues rappellent qu'évidemment « les objectophiles ne blessent ni ne maltraitent ou ne traumatisent personne ».
La communauté Objectum Sexuality (OS) s'est organisée en réseau social à partir de 1996 : site internet dédié, forum, etc.. Ses membres affirment sentir en eux ce type d'attirance depuis toujours. Récusant l'accusation de fétichisme, ils évoquent une « connexion spirituelle » et un désir réciproque avec un objet qui selon eux est doté de conscience.
Un questionnaire soumis par la sexologue Amy Marsh à une vingtaine de personnes objectophiles lui a permis de conclure dans un article publié en 2010 sur l'Internet Electronic Journal of Human Sexuality que celles-ci déclaraient :
- être hétérosexuelles (24 %), homosexuelles (14 %), bisexuelles (24 %), omnisexuelles (10 %) ou asexuelles (24 %)
- préférer la monogamie (24 %) ou la polygamie (19 %)

L'objet de leurs désirs relèvent :
- des moyens de transport (voitures, trains, avions, bateaux, motos...) : 48 %
- du domaine de la mécanique (machines, robots...) : 43 %
- des grosses structures (ponts, tours, murs, bâtiments, chemins de fer...) : 33 %
- des petits objets structurels (mobilier, barrière, escalier, échelles) : 19 %
- des outils et instruments : 19 %
- des nouvelles technologies (radios, téléviseurs, ordinateurs...) : 19 %

L'anthropologue Agnès Giard pointe cependant qu'en reprenant à leur compte les concepts d'amour exclusif et de mariage romantique et en se livrant à une classification (« mécasexuel », « mobiliersexuel »...) elles valident le système bourgeois qui fait un idéal de la monogamie conjugale et perpétuent l'apposition d'étiquettes qu'ils reprochent à un certain discours médical.
Le Marsh Spectrum of Human/Object Intimacy[Quoi ?] vise à décrire l'éventail des interactions homme - objet : il suggère un continuum qui va de l'utilisation occasionnelle de jouets sexuels à l'objetsexualité, en passant par le fétichisme.

## Exemples
- la Suédoise Eija-Riitta Eklöf (1954-2015) est à l'origine du terme. Elle change (légalement) son patronyme en Berliner-Mauer après qu'elle a, en 1979, épousé le mur de Berlin qu'elle aurait considéré depuis l'âge de 7 ans comme particulièrement « sexy ». Très affligée par sa chute en 1989, elle se dit veuve et finit par se remarier avec une barrière de bois rouge — qui sert depuis de logo au groupe OS[1],[7].
- Erika LaBrie, athlète américaine spécialiste du tir à l'arc, est attirée par les objets galbés. Elle tombe amoureuse de la tour Eiffel lors d'un voyage à Paris, et organise en novembre 2007 une cérémonie d'union sur un étage de la tour. Elle demande depuis qu'on la nomme Erika Eiffel[1]. Le film de 2020 Jumbo, de Zoé Wittock, est inspiré de son histoire[8].
- le Britannique Edward Smith se prévaut de relations sexuelles avec « plus de sept cents voitures et un hélicoptère d’attaque », et dit avoir connu ses premiers émois avec une Volkswagen Coccinelle en 1965[1],[9] ;

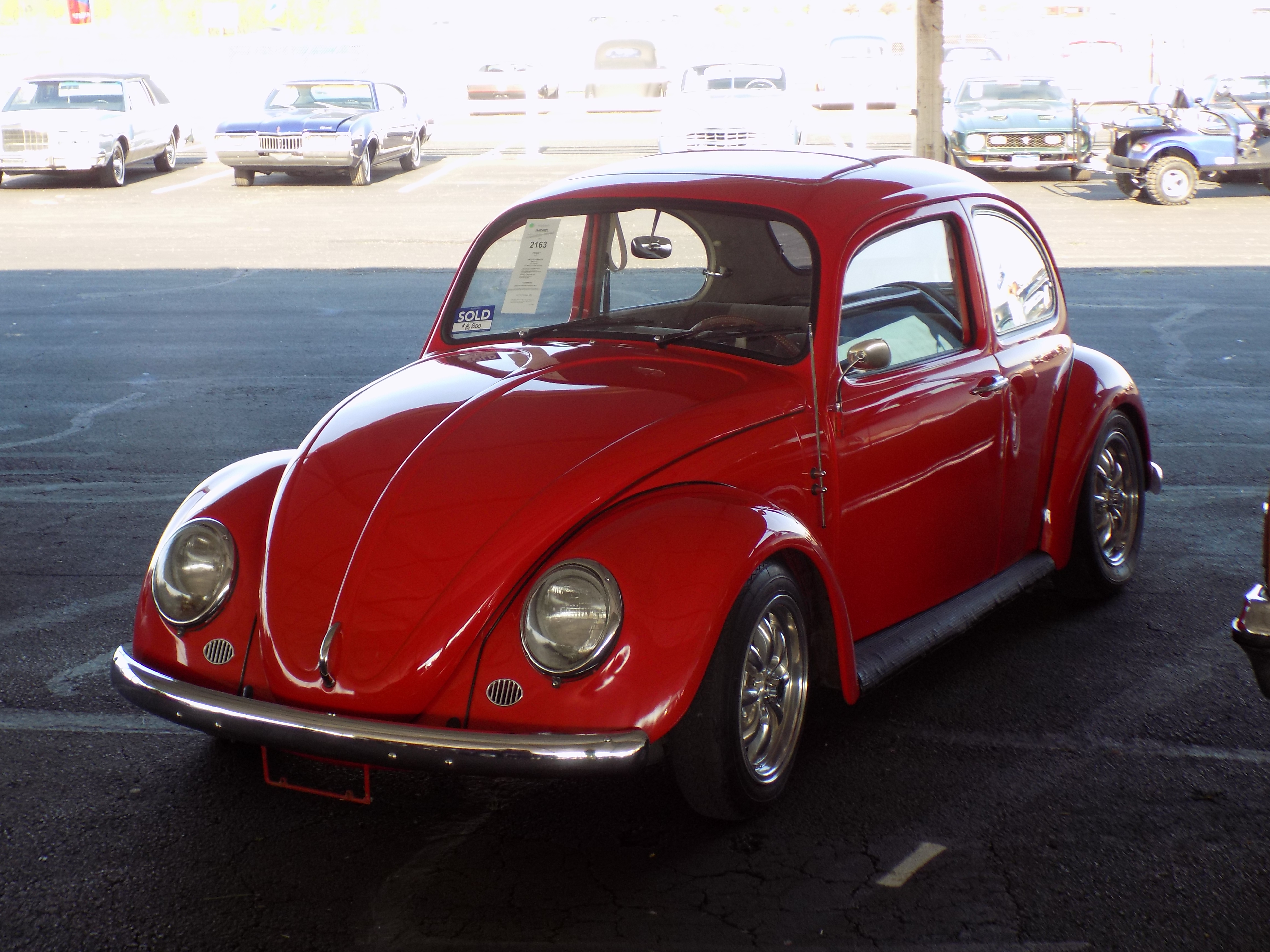
Une Volkswagen Coccinelle.

- les psychothérapeutes De Silva et Pernet ont publié en 1992 les conclusions de la thérapie d'un « jeune homme timide » qui entretenait une relation érotique avec une voiture[10],[2] ;
- en 2010 Lee JinGyu, Coréen, épouse son dakimakura (oreiller orné d'une représentation de manga) lors d'une cérémonie religieuse[11],[5] ;
- en 2013, l'Australienne Jodi Rose célèbre son union avec le Pont du Diable, dans le département français de l'Hérault[12] ;
- en janvier 2022 Kitten Kay Sera, une américaine de Las Vegas, a « épousé la couleur rose » — ce qui constitue une première[13].

### Articles connexes

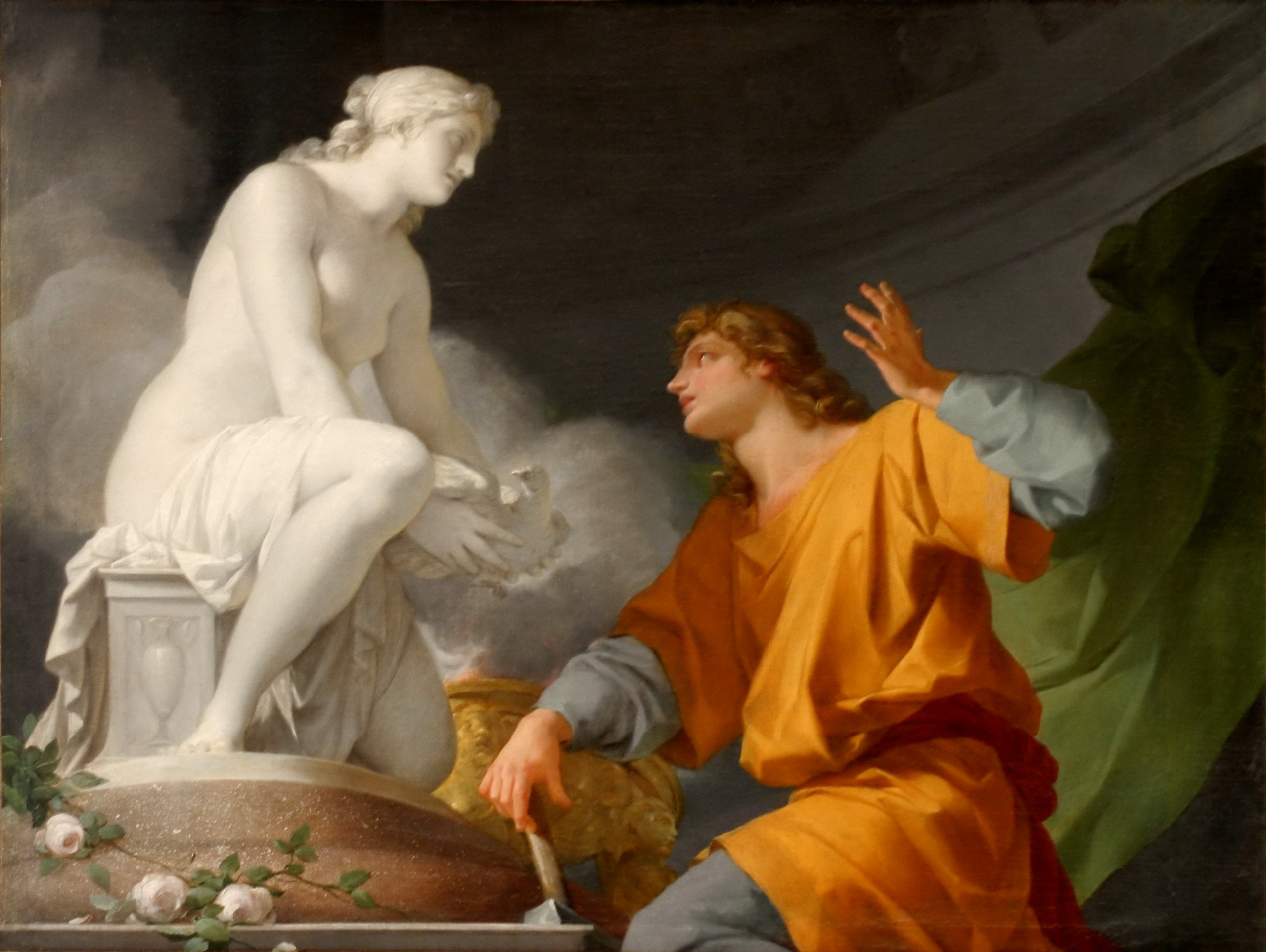
Pygmalion.